# Калифорнийский университет в Риверсайде
Калифорнийский университет в Риверсайде (англ. University of California, Riverside) — публичный научно-исследовательский университет и один из десяти общих кампусов системы Калифорнийского университета. Калифорнийский университет в Риверсайде признан одним из наиболее этнически и экономически разнообразных университетов в США. Основная часть кампуса в 486 га расположена в Риверсайде, Калифорния, США, а оставшаяся в 8 га в Палм-Дезерте. Основанная в 1907 году экспериментальная станция цитрусовых сделала Риверсайд пионером в исследованиях по биологической борьбе с вредителями и использованию фитогормонов для увеличения вегетативного периода цитрусовых.
Первый бакалавриат, Колледж литературы и науки, был открыт в 1954 году. В 1959 году правление Калифорнийского университета объявило об открытии системы кампусов, а в 1961 году о принятии аспирантов. В 1999 году было выделено $730 миллионов для строительства новых корпусов кампусов, которые к 2015 году должны были разместить 21 000 студентов. Как и планировалось, в октябре 2012 года получила предварительную аккредитацию Медицинская школа Калифорнийского университета в Риверсайде, а первый набор 50 студентов состоялся в августе 2013 года.
Журнал «The Washington Monthly» в 2009 году внёс университет на 16 место с точки зрения социальной мобильности, уровня научных исследований и общественной работы, в то время как в «U.S. News & World Report» в 2021 году он занимал 88 место (из 388 колледжей) на основе экспертной оценки студентской селективности, финансового обеспечения и других факторов. В U.S. News Калифорнийский университет занимает третье место как этнически разнообразный и по числу студентов, получающих грант Пелла (42 %), и 15 место среди колледжей, имеющих экономически разнообразный состав студентов. В 2005 году университетский кампус стал первым, предлагающим гендерно-нейтральный вариант жилья.
Спортивные команды университета играли на Большой конференции Национальной ассоциации студенческого спорта. Баскетбольная команда девушек выигрывала чемпионат Большого Запада в 2006 и 2007 годах. В 2007 году бейсбольная команда университета выиграла свой первый чемпионат.

## История
На рубеже XX века Южная Калифорния была одной из крупнейших производителей цитрусовых, первичным регионом сельскохозяйственного экспорта. Эта деятельность начала своё развитие в 1873 году, с посадкой первых апельсиновых деревьев в Риверсайде. 14 февраля 1907 года на участке в 9 гектаров на склоне горы Рабиду была сооружена опытная станции цитрусовых при калифорнийском университете. На станции проводились эксперименты по удобрению, орошению и улучшению сельскохозяйственных культур. В 1917 году станция была перенесена на участок в 192 гектара, расположенный на горе Бокс-Спрингс.
В результате принятия в 1944 году закона о военнослужащих во время Второй мировой войны возникла необходимость в расширении системы государственных университетов в Калифорнии. В 1949 году губернатор Эрл Уоррен выделил 2 миллиона долларов для первоначального строительства кампуса.
Гордон Уоткинс, декан колледжа литературы и науки в Калифорнийском университете Лос-Анджелеса, стал первым ректором в новом колледже в Риверсайде, первоначально задуманном как небольшой колледж, посвящённый гуманитарным наукам. Были построены корпуса кампусов на 1500 студентов, которые привлекли много молодого младшего преподавательского состава. Открытие новых корпусов состоялось 14 февраля 1954 года, в присутствии 65 преподавателей и 127 студентов.

## Кампус

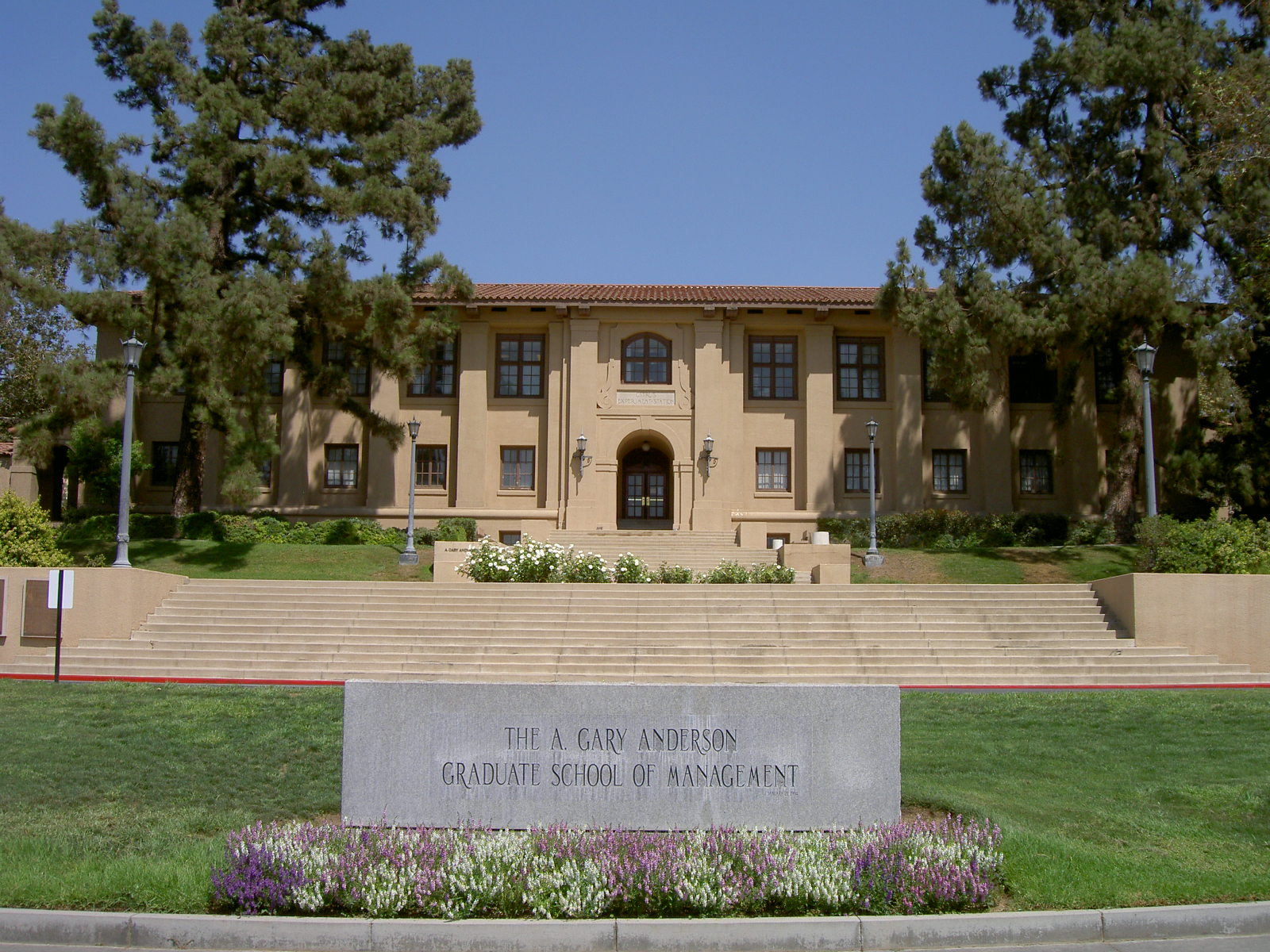
Здание высшей школы мененджмента
имени Гэри Андерсона

Основная часть университетского кампуса расположена на высоте от 340 до 440 метров, напротив пика Бокс-Спрингс-Маунтин, в 5 км к востоку от центра города Риверсайд, и включает 450 га, разделённые на восточные и западные районы шоссе 60.

## Выпускники
За всю историю университета его закончили более 65 000 выпускников. Наиболее известными из них являются:
- Чарльз Янг: бывший канцлер Калифорнийского университета в Лос-Анджелесе
- Ричард Шрок: профессор Массачусетского технологического института и лауреат в 2005 году Нобелевской премии по химии
- Билли Коллинз: 11-й Поэт-лауреат США
- Элизабет Джордж: международный автор бестселлеров
- Джейми Чон: актриса